# Revolution of the Daleks
Revolution of the Daleks (La revolución de los Daleks) es el especial de Año Nuevo de la serie británica de ciencia ficción Doctor Who, emitido originalmente el 1 de enero de 2021 por BBC One. Fue escrito por el productor ejecutivo Chris Chibnall y dirigido por Lee Haven Jones.
El episodio está protagonizado por Jodie Whittaker como la Decimotercer Doctor, junto a Bradley Walsh, Tosin Cole y Mandip Gill como sus compañeros Graham O'Brien, Ryan Sinclair y Yasmin Khan, respectivamente. Walsh y Cole abandonaron la serie en este episodio. También está protagonizada por John Barrowman como el Capitán Jack Harkness, tras su regreso a la serie en Fugitive of the Judoon (2020).
El episodio fue visto por 6,35 millones de espectadores en total.

## Sinopsis
Se revela que en 2019, poco después de la destrucción del Dalek de reconocimiento que estaba sepultado en la Tierra (Resolution), la carcasa dañada fue transportada a una instalación gubernamental pero interceptada en el camino. Usando las partes del Dalek, el empresario Jack Robertson (Chris Noth) decide crear y financiar un dron de defensa parecido a un Dalek con la función de reprimir disturbios públicos, dándole a la política Jo Patterson (Harriet Walter) para que las utilizara en su circunscripción.
En la actualidad, han pasado 10 meses desde que Graham, Ryan y Yaz regresaron a la Tierra (The Timeless Children). Graham y Ryan se encuentran con Yaz en la TARDIS en la que regresaron, que está disfrazada de casa en un vecindario, donde ella está investigando el paradero de la Doctor. Graham le muestra un video filtrado de la demostración de drones de defensa y confrontan sin éxito a Robertson sobre los drones.
Patterson, que se prevé que sea elegida Primer Ministro, solicita a Robertson que aumente la producción de drones para que puedan implementarse a nivel nacional. El científico Leo Rugazzi (Nathan Stewart-Jarrett) descubre células orgánicas en los restos del Dalek y las clona en una criatura viviente. Leo muestra la nueva criatura a Robertson y, este último, ordena inmediatamente su destrucción. Antes de que pueda incinerar a la criatura, escapa y toma el control de la mente y el cuerpo de Leo. Leo, controlado por el Dalek, viaja a Osaka, Japón, donde ya se están cultivando clones de Dalek en una instalación.
La Doctor ha estado encarcelada en un asteroide distante durante varias décadas. Finalmente se encuentra con Jack Harkness, quien al enterarse de su arresto, comete una serie de crímenes para poder rescatarla. Utiliza una burbuja desinhibidora de puerta de enlace de congelación temporal para llevarlos a ambos a su manipulador de vórtice que previamente había escondido en otra celda, que los transporta de regreso a la TARDIS de la Doctor. Ella se reúne con sus compañeros y se entera de la nueva amenaza Dalek. Jack y Yaz investigan las instalaciones en Japón mientras la Doctor, Graham y Ryan se enfrentan a Robertson. Todos se reencuentran en Japón, donde el Dalek revela su plan para apoderarse de la Tierra. Usando luz ultravioleta, los clones del Dalek se transportan a los drones de defensa que comienzan a exterminar a los humanos y comienzan a buscar a Patterson.
La Doctor envía una señal de reconocimiento Dalek, que llega a un escuadrón de la muerte de la misma especie. Los Daleks del escuadrón de la muerte eliminan a los Daleks de reconocimiento porque no los consideran Dalek puros debido a que tienen rastros de ADN humano. Impresionado por su inteligencia, Robertson decide hacer una alianza con los Daleks y revela que la Doctor realmente los convocó. Jack, Graham y Ryan se infiltran en la nave Dalek para equiparla con explosivos. La Doctor engaña a los Daleks para que entren en la otra TARDIS, donde está lista para colapsar sobre sí misma y ser transportada al Vacío para ser destruida. Robertson afirma débilmente que estaba actuando como un "señuelo" al traicionar a la Doctor, antes de usar su encuentro con los Daleks para restaurar su reputación pública.
Después de que Jack se va para ponerse al día con Gwen Cooper, la Doctor se prepara para reanudar el viaje con sus compañeros. Sin embargo, Ryan anuncia su decisión de quedarse en la Tierra y Graham elige quedarse con su nieto. Se separan de la Doctor, quien les regala papel psíquico. La Doctor y Yaz continúan sus aventuras juntos, mientras Ryan y Graham deciden usar su nuevo papel psíquico para investigar fenómenos extraños en la Tierra. Ryan y Graham primero intentan ayudar a Ryan a andar en bicicleta como lo hicieron antes de conocer al Doctor y tienen una visión de Grace O'Brien cuidándolos.